# Lorestan (provincia dell'Iran)
Il Lorestan (farsi: استان لرستان) è una delle trentuno province dell'Iran. Prende il nome dai Lur, una popolazione che abita questa e le province contigue del Khūzestān e dell'Ilam.
Il Lorestan si trova vicino al confine con l'Iraq. Situato in una pittoresca valle circondata da montagne, il Lorestan si trova a circa 100 chilometri (circa 62 miglia) a est del confine con l'Iraq.

## Geografia antropica

### Suddivisioni amministrative
La regione è divisa in 10 shahrestān:
- Shahrestān di Aligudarz
- Shahrestān di Azna
- Shahrestān di Borūjerd
- Shahrestān di Dalfan
- Shahrestān di Dorud
- Shahrestān di Dowreh
- Shahrestān di Khorramabad
- Shahrestān di Kuhdasht
- Shahrestān di Poldokhtar
- Shahrestān di Selseleh